# سفارة جمهورية غينيا في المغرب
سفارة جمهورية غينيا في المغرب هي المؤسسة المسؤولة عن التمثيل الدبلوماسي لجمهورية غينيا في المملكة المغربية. يقع مقرها في 15 شارع حمزة أجدال في مدينة الرباط، وقد ألحقت بها قنصلية عامّة افتُتحت في مطلع عام 2020 في مدينة الداخلة، وتهدف سفارة جمهورية غينيا في المغرب لتعزيز المصالح الغينية في المغرب وتحقيق التعاون المُشترك بين البلدين.
ويشغل السفير نبي لاي يوسف سيسيه في الوقت الحالي منصب سفير جمهورية غينيا في المملكة المغربية بدءًا من 9 فبراير عام 2022، وحتى الآن.

## قائمة سفراء جمهورية غينيا بالمغرب
| السفير             | تاريخ التعيين | تاريخ انتهاء المهام |
| أبو بكر كابا       |               | 2014                |
| أبو بكر ديون       | 2014          | 4 فبراير 2022       |
| نبي لاي يوسف سيسيه | 9 فبراير 2022 | حتى الآن            |